# 奥斯卡·冯·希普林
奥斯卡·恩斯特·卡尔·冯·希普林（德語：Oskar Ernst Karl von Sperling，1814年1月31日-1872年5月1日）是一位德国少將，曾在巴登革命和第二次石勒苏益格战争、普奥战争、普法战争期间服役。他是保罗·冯·兴登堡的岳父和埃里希·冯·曼施泰因的外祖父。